# Asthenes pyrrholeuca
Asthenes pyrrholeuca là một loài chim trong họ Furnariidae.